# Alicia Dickenstein

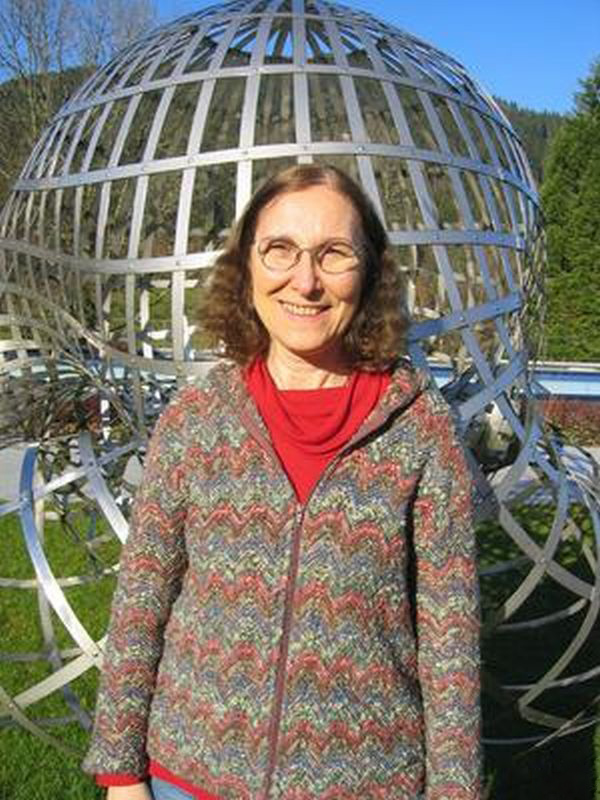
Alicia Dickenstein, Oberwolfach 2007

Alicia Dickenstein (* 17. Januar 1955 in Buenos Aires) ist eine argentinische Mathematikerin.

## Leben
Dickenstein studierte an der Universität Buenos Aires und wurde dort 1982 bei Miguel E. M. Herrera promoviert. Sie ist Professorin an der Universität Buenos Aires.
Dickenstein war Gastprofessorin in Frankreich (Universität Paris VI und VII, Bordeaux, Poitiers), Sao Paulo und Hongkong. 1998 war sie am MSRI und nochmals 2009 als Eisenbud Professor und 2012 als Simons Professor. Sie war Gastwissenschaftlerin in Athen und Oslo, am Institute for Mathematics and its Applications in Minneapolis, in Stockholm (Universität, Technische Hochschule), an der University of Warwick, am Mittag-Leffler-Institut und am ICTP in Triest.
Sie befasst sich mit algebraischer Geometrie und kommutativer Algebra, speziell torischer Geometrie, tropischer Geometrie, hypergeometrische Funktionen, Dualität,  Lösung von Systemen polynomialer Gleichungen (rechnerische algebraische Geometrie) und algebraische Methoden zur Lösung von Gleichungen für Netzwerke biochemischer Reaktionen.
2015 bis 2018 war Dickenstein Vizepräsidentin der International Mathematical Union. Für 2021 wurde ihr der UNESCO-L’Oréal-Preis zugesprochen.
Sie schrieb auch ein Mathematikbuch für Kinder. Dickenstein ist Mitherausgeberin der  Revista de la Unión Matemática Argentina und des Journal of Symbolic Computation.